# Vozovka
Vozovka je vrchní část pozemní komunikace, určená pro jízdu vozidel. Součástí vozovky jsou především jízdní pruhy.

## Konstrukce vozovky
Vozovka je označení především pro zpevněný povrch jízdních pásů komunikací silničního (nebo uličního) typu. Nezpevněný povrch mají zejména cesty vzniklé pouhým vyježděním. Obvykle se za nezpevněný označuje též povrch tvořený nezhutněnou sutí, kameny, štěrkopískem, stavebním rumem nebo podobnými hmotami, avšak ČSN 73 6100 „Názvosloví silničních komunikací“ v bodě 40 cesty s takovým povrchem řadí mezi zpevněné. Za zpevněný povrch se považují zejména plochy s krytem tvořeným litými živičnými materiály (asfalt), kamennou či betonovou dlažbou, panely, litým betonem atd. Druh materiálu a druh a síla podkladních vrstev jsou voleny podle předpokládaného (návrhového) zatížení komunikace, tedy druhu a frekvence provozu vozidel, která vozovku mají užívat, a s ohledem na navrhovanou životnost. ČSN 73 6100 v bodech 363 a 364 rozděluje vozovky na netuhé a tuhé: netuhé jsou vozovky s živičným, popřípadě jiným krytem na podkladu ze stmelených nebo nestmelených materiálů. Tuhá je vozovka s cementobetonovým krytem anebo s podkladem z prostého nebo vyztuženého cementového betonu.
Vozovka má podle ČSN 73 6100 tyto vrstvy:
- podsyp – z propustných nesoudržných materiálů, kromě roznášení tlaků má za účel především izolaci před vzlínající vodu a vlhkem a provzdušnění vozovky
- podklad vozovky – slouží k roznášení tlaku vozidel z krytu vozovky, může být jednovrstvý nebo vícevrstvý
- kryt vozovky – horní část vozovky, může být jednovrstvový nebo vícevrstvový (ložní vrstva a obrusná vrstva)

## Závady a opotřebení vozovek
Vozovky trpí například těmito závadami:
- obrus – drcení, vylamování nebo obrušování kameniva nebo pojiva
- výtluk – zřetelně ohraničená prohlubeň v krytu vozovky
- výmrazek – místní deformace vrstev krytu, podkladu a podloží vozovky vlivem střídavého působení mrazu a tání na zeminu v podloží
- pocení vozovky – pronikání živičného pojiva za teplého počasí na povrch vozovky
- nerovnost vozovky – výskyt nezanedbatelných odchylek v geometrickém uspořádání povrchu oproti standardu

## Vozovka v českých předpisech
Někdejší ČSN 73 6100 z roku 1983 v bodě 361 definovala vozovku jako zpevněnou část silniční komunikace určenou pro pojíždění vozidel. Silniční komunikací přitom norma podle bodu 2 rozumí komunikaci určenou převážně pro provoz silničních motorových vozidel, jejímž charakteristickým znakem je zpevněná vozovka.
Definice vozovky v českém zákoně o silničním provozu (361/2000 Sb.) není uvedena, avšak tento termín je hojně používán v definicích ostatních pojmů i v normativních ustanoveních zákona i prováděcích předpisů. Neostrou a neúplnou definici vozovky lze tedy nepřímo odvozovat z kontextu dalších ustanovení.
- V § 2 písm. t) zákona č. 361/2000 Sb. v aktuálním znění je jízdní pruh definován jako část vozovky; obdobně § 12 odst. 8 definuje jízdní pruh pro případ, že není na vozovce vyznačen. Částí vozovky tedy jsou všechny jízdní pruhy včetně vyhrazených jízdních pruhů. Pruh pro cyklisty na stezce pro chodce a cyklisty však do pojmu jízdní pruh spíše nespadá a za vozovku považován není. Nejasné je, zda součástí vozovky jsou účelové pruhy jako parkovací pruh, odstavný pruh, zastávkový pruh atd.
- Z několika ustanovení je zřejmé, že krajnice částí vozovky není, protože je mnohokrát zmiňována jako protiklad vozovky. Vyhláška č. 30/2001 Sb. stanoví, že vodorovná dopravní značka vodicí čára vyznačuje okraj vozovky. Na rozdíl od dřívější verze vyhlášky se však již za součást vodicí čáry nepovažuje silná krátce přerušovaná čára, která na vodicí čáru navazuje v místech jejího přerušení
- V § 2 písm. x) je hranice křižovatky definovaná pomocí pojmů „kolmice k ose vozovky“ a „zakřivení okraje vozovky“. Předpokládá tedy, že vozovka může mít podélnou osu a nezakřivený či zakřivený okraj.
- Ustanovení o „části vozovky určené pro jeho směr jízdy“ (např. § 21 odst. 3) předpokládají směrově rozdělenou vozovku. V případě obousměrné jednopruhové komunikace může být správný způsob odbočování vlevo sporný.
- § 15 odst. 1 zakazuje objíždět vozidlo hromadné dopravy, které zastavilo v obci v zastávce bez nástupního ostrůvku nebo nástupiště na zvýšeném tramvajovém pásu, přičemž výjimkou je autobus nebo trolejbus, který zastavil u okraje vozovky. Toto ustanovení zjevně předpokládá, že autobus, který zastavil v zastávkovém pruhu, zastavil „u okraje vozovky“, což však stále nevylučuje, že by okrajem vozovky mohl být i levý okraj zastávkového pruhu.
- V § 5 odst. 2 písm. h) a ustanovení o přechodech pro chodce a přecházení (§ 54) předpokládají, že vozovka je tím, co chodec přechází. Tato ustanovení jsou formulována tak, jako by tramvajový pás (ať v úrovni vozovky nebo zvýšený) byl součástí vozovky, protože tentýž odstavec píše i o dávání přednosti tramvaji a obdobná ustanovení o přecházení tramvajového pásu v pravidlech chybí.
- Podle pravidel o odbočování (§ 21 odst. 3) se řidič má při odbočování vlevo řadit co nejvíce vlevo v části vozovky určené pro jeho směr jízdy. V praxi se vyskytují rozdílné výklady, zda to znamená povinnost řadit se na nezvýšeném tramvajovém pásu anebo vpravo od něj.
- Podle popisu významu značky „zúžená vozovka“ ve vyhlášce 30/2001 Sb. se místo, kde se tramvajová kolej přibližuje k chodníku, považuje za zúžení vozovky.
- § 13 odst. 2 zákona píše o „tramvajovém pásu v úrovni vozovky“. Tato formulace nasvědčuje tomu, že tramvajový pás není za součást vozovky považován (nepíše se o „zbývající části vozovky“, a to ani v případě, kdy je po něm povolena jízda silničním vozidlům. Dále se píše o tramvajovém pásu zvýšeném nad nebo sníženém pod úroveň vozovky nebo od vozovky jinak odděleném, což rovněž předpokládá, že tramvajový pás není částí vozovky.
- § 11 odst. 1 obecně ukládá řidičům jezdit při pravém okraji vozovky. Toto ustanovení nasvědčuje tomu, že parkovací nebo zastávkový pruh nejsou součástí vozovky.
- Podle § 6 odst. 1 vyhlášky 30/2001 Sb. svislá dopravní značka umístěná vedle vozovky platí pro celou vozovku v daném směru jízdy s výjimkou značek upravujících zastavení a stání, které platí vždy jen pro tu stranu pozemní komunikace, u které jsou umístěny. Svislá dopravní značka umístěná nad vozovkou platí pro celou vozovku v daném směru jízdy, pokud nejde o zákazovou nebo příkazovou značku umístěnou nad vyznačeným jízdním pruhem.
- Z právních předpisů lze jen obtížně dovozovat, v jaké míře se za vozovku považují plochy účelových komunikací, například parkovišť, různých vjezdů a výjezdů, polních a lesních cest, obytných zón, pěších zón s povoleným provozem některých druhů vozidel, případně stezek pro cyklisty, pro chodce a cyklisty nebo pro jezdce na zvířeti atd.

Vozovka může být buď tvořena jedním jízdním pásem (jízdní směry nejsou rozděleny nebo jsou rozděleny jen podélnými čarami) nebo dvěma (výjimečně i více) jízdními pásy, které odděluje dělicí pás. Do samostatných jízdních pásů může být oddělena také například vozovka pro vozidla hromadné dopravy (metrobus), obslužná vozovka pro dopravní obsluhu přilehlých budov atd.
Naopak zcela jasně je definována vozovka (okraj) ve vyhlášce č. 294/2015 Sb. u VDZ V4, V 10a - V 10e a V 10g. V 10d -  Parkovací pruh Značka vyznačuje dovolené zastavení a stání. Při stání nesmí vozidlo svým obrysem nebo nákladem přesahovat do vozovky vyznačenou plochu. Z toho je zřejmé, že okraj vozovky je vymezen vodící čarou, parkovacím pruhem, případně VDZ odpovídajícího provedení.